# Текбир
Текбир (арап. تَكْبِير) термин је који означава арапску фразу Алаху акбар (арап. الله أكبر), обично превођен као „Алах је велики”, „Алах је највећи” или „Алах је већи”. То је уобичајено исламски арапски израз који муслимани користе у различитим контекстима; у формалној молитви, у позиву за молитву (езан), као неформално испољавање вјере, у тешким временима или да би се изразила одлучна одлука.